# Ослепший художник
«Ослепший художник» — картина русского художника Василия Мешкова, написанная в 1898 году. Находится в Государственном Русском музее в Санкт-Петербурге.

## История
В 1894—1895 годах состоялась XXII выставка Товарищества передвижных художественных выставок. На ней Василий Мешков выставил картину «Художник».
В 1898 году сюжет данной картины послужил основой для написания картины «Ослепший художник». Темой картины послужила трагическая судьба Николая Эллерта, который ослеп и перестал работать. За год до написания картины «Ослепший художник» Мешков уже изображал Эллерта на картине «Тяжелая дума» (1897 год, находится в Государственной Третьяковской галерее).
Картина «Ослепший художник» выпускалась на почтовых открытках.

## Сюжет
На переднем плане, справа, в левом углу дивана с пестрой обивкой, сидит, сложив ногу на ногу пожилой мужчина. Фигура его показана в полный рост, в 3/4-м развороте влево. В левой руке, лежащей на колене, дымящаяся папироса. Правой рукой он подпирает лоб. Мужчина одет в рубашку жёлтого цвета, жилет, брюки. На ногах туфли чёрного цвета. На диване, справа, плед. На полу, под ногами мужчины, лежит ковер с пестрым рисунком. На стене, над диваном, висят три картины. На втором плане, по центру, окно. Возле окна письменный стол, слева от него мягкое кресло. Слева от кресла стол, окно. На письменном столе раскрытая книга, настольная лампа, предметы разных форм. Занавеска окна зацеплена за веревку, натянутую между стен. Слева окна, на стене, висит картина, справа — небольшой этюд. Изображённые картины — работы Николая Эллерта.